# Пан Ги Мун
Пан Ги Мун (кор. 반기문?, 潘基文?; род. 13 июня 1944, Тюсю, Японская империя) — южнокорейский государственный деятель и дипломат; 8-й Генеральный секретарь ООН, занимал эту должность с 1 января 2007 по 31 декабря 2016 года. Сменил на этом посту Кофи Аннана.
Прежде чем стать Генеральным секретарем, Пан Ги Мун был профессиональным дипломатом, работал в Министерстве иностранных дел и внешней торговли Республики Корея (в том числе с января 2004 по декабрь 2006 года занимал должность министра), а также в ООН.
13 октября 2006 года Генеральной Ассамблеей ООН назначен восьмым Генеральным секретарём Организации,  в 2011 году он был утверждён на второй пятилетний срок. Провёл несколько важных реформ в области работы ООН по поддержанию мира и организации деятельности ООН. Наибольшее внимание Пан Ги Мун уделял противодействию глобальному потеплению и проблеме Дарфура, где он помог убедить суданского президента Омара аль-Башира позволить войскам по поддержанию мира войти в Судан.

## Общее

### Биография
Родился в маленькой деревушке в уезде Ымсон провинции Чхунчхон-Пукто в 1944 году — в конце периода японского правления в Корее. Его семья переехала в соседний город Чхунджу, где мальчик и вырос. У отца Пан Ги Муна был складской бизнес, но вскоре склад обанкротился, и уровень жизни семьи резко упал. Когда мальчику было шесть лет, его семья бежала в отдалённые районы страны, спасаясь от Корейской войны. После окончания войны вся семья вернулась в Чхунджу. Впоследствии Пан Ги Мун вспоминал о встречах с американскими военными в то время.
В средней школе Пан Ги Мун был блестящим учеником, особенно в плане английского языка. По рассказам местных жителей, он регулярно ходил пешком за 10 км, чтобы практиковаться в английском с американскими советниками, работавшими на одной из фабрик. В 1952 году класс уполномочил его на то, чтобы направить обращение к Генеральному секретарю ООН Дагу Хаммаршёльду, хотя и неизвестно, было ли оно в результате направлено. В 1962 году Пан Ги Мун выиграл конкурс школьных работ, организованный Красным крестом, и был премирован поездкой в США, где он жил в Сан-Франциско в течение нескольких месяцев. Во время этой поездки он был удостоен встречи с президентом США Джоном Кеннеди. На вопрос журналистов о будущей карьере, Пан Ги Мун без колебаний ответил: «Я хочу быть дипломатом».
Пан Ги Мун получил степень бакалавра в Сеульском национальном университете в 1970 году. Затем он учился в Гарварде. Его научным руководителем был Джозеф Най, который отмечал в Пан Ги Муне «редкое сочетание ясности анализа, смирения и настойчивости».
В 2009 году Пан Ги Мун получил звание почётного доктора Мальтийского университета и университета штата Вашингтон.
Помимо корейского, Пан Ги Мун владеет английским, французским и японским языками. Однако его уровень владения французским языком (одним из шести рабочих языков ООН) подвергался сомнениям.
Учит русский язык. Почётный доктор МГИМО. На церемонии открытия Олимпийских игр 2012 года был одним из тех, кто выносил на стадион олимпийский флаг.
14 сентября 2017 года на 131-й сессии МОК избран председателем комиссии по этике Международного олимпийского комитета.

### Личность
В корейском министерстве иностранных дел у Пан Ги Муна было прозвище «Пан-чуса», что означает «бюрократ». В это вкладывался и положительный, и отрицательный смысл. С одной стороны, этим подчеркивалось внимание Пана к деталям, его административные навыки, с другой стороны, сослуживцы высмеивали его за отсутствие достаточного обаяния и за стремление угождать начальству. В корейской прессе его называли «скользким угрем» за способность избегать неприятных вопросов. Его стиль поведения также называют «конфуцианским».

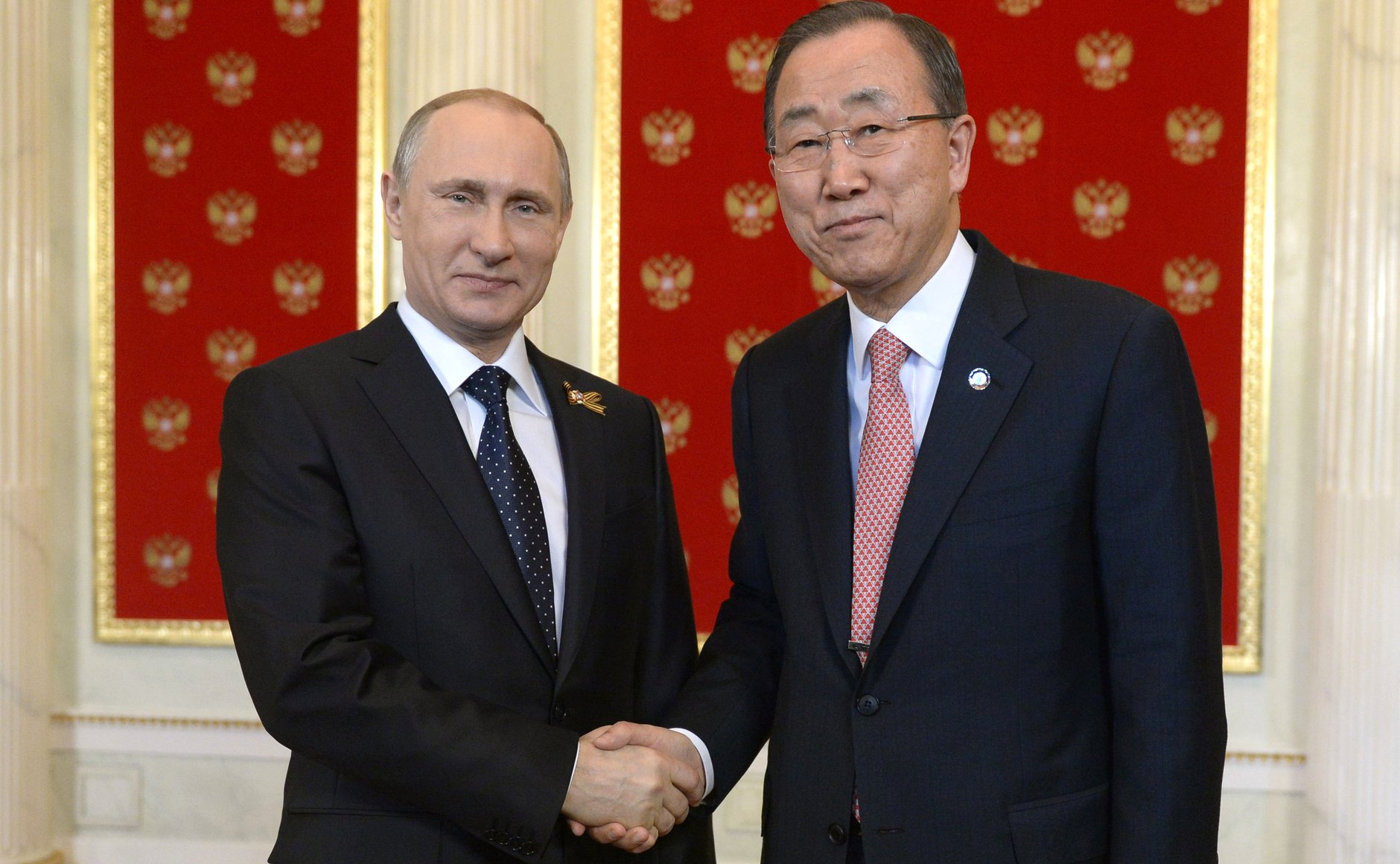
Пан Ги Мун и Владимир Путин.
Москва, 9 мая 2015 года

Отношение Пан Ги Муна к работе хорошо известно. По его собственным словам, он спит по пять часов, а на работу никогда не опаздывает. В течение почти трёх лет, пока Пан Ги Мун был министром иностранных дел Кореи, единственный отпуск, который он себе позволил, был в честь свадьбы дочери. Он говорит, что его единственное хобби — гольф, но он играет в него всего несколько раз в год.

## Награды и звания
- Орден «За заслуги в службе» I степени (трижды: 1975, 1986, 2006) (Республика Корея)
- Большая звезда Почёта за Заслуги перед Австрийской Республикой (Австрия, 2001)
- Большой крест ордена Риу-Бранку (Бразилия, 2006)
- Большая лента ордена Солнца (Перу, 2006)
- Почётный профессор МГУ (2008) — за выдающийся вклад в развитие международного сотрудничества, укрепление связей с МГУ[6]
- Орден Достык 1-й степени (Казахстан, 2010)[7]
- Национальный орден за заслуги (Алжир)
- Большой крест с серебряной звездой Ордена Хосе Матиаса Дельгадо (Сальвадор)
- Большой крест Ордена Сикатуна (Филиппины)
- Орден Исмоили Сомони (Таджикистан, 2010)
- Большой крест Национального ордена Буркина-Фасо (2008)
- Кавалер Национального ордена Кот-д'Ивуар (2008)
- Кавалер Большого креста ордена Святого Карла (Монако, 2013)
- Большой золотой орден города Вена (Австрия, 2013)
- Золотой Олимпийский орден (2013)
- Почетный профессор Российской академии наук (Россия, 2015)[8]
- Кавалер Большого креста ордена Нидерландского льва (Нидерланды, 19 апреля 2016 года)
- Орден Дружбы (Россия, 8 июня 2016 года) — за особые заслуги в укреплении мира, дружбы, сотрудничества и взаимопонимания между народами[9]
- Великий офицер ордена Почётного Легиона (Франция, 18 ноября 2016)[10]
- Большая лента Национального ордена Мадагаскара
- Юбилейная медаль «25 лет Нейтралитета Туркменистана» (Туркменистан, 2020) — за заслуги в укреплении независимости, суверенитета и правового статуса постоянного нейтралитета Туркменистана, упрочении авторитета Отчизны на мировой арене и развитии международных отношений, а также по случаю 25-й годовщины нейтралитета Туркменистана
- Livingstone Medal[англ.] (2020)
- Орден Чингисхана (Монголия, 2024)[11]
- Медаль Восточной Республики Уругвай (Уругвай, 14 июня 2011 года)[12]
- Золотой знак отличия «За заслуги перед Веной»[нем.] (Австрия, 2013)[13]